# Fort Wayne
Fort Wayne – miasto w Stanach Zjednoczonych, w północno-wschodniej części stanu Indiana, siedziba administracyjna hrabstwa Allen, nad trzema rzekami St. Joseph, St. Marys i Maumee. Około 270 tys. mieszkańców. Jest drugim co do wielkości miastem w tym stanie. W Stanach Zjednoczonych znane jako miasto trzech rzek. W miejscowości znajduje się Muzeum Starych Samochodów.

## Znane osoby
W Fort Wayne urodziła się Shelley Long, amerykańska aktorka, reżyserka i producentka filmowa i telewizyjna oraz Carole Lombard, amerykańska aktorka filmowa.

## Gospodarka
W mieście rozwinął się przemysł elektrotechniczny, samochodowy, maszynowy, gumowy oraz spożywczy.

## Galeria

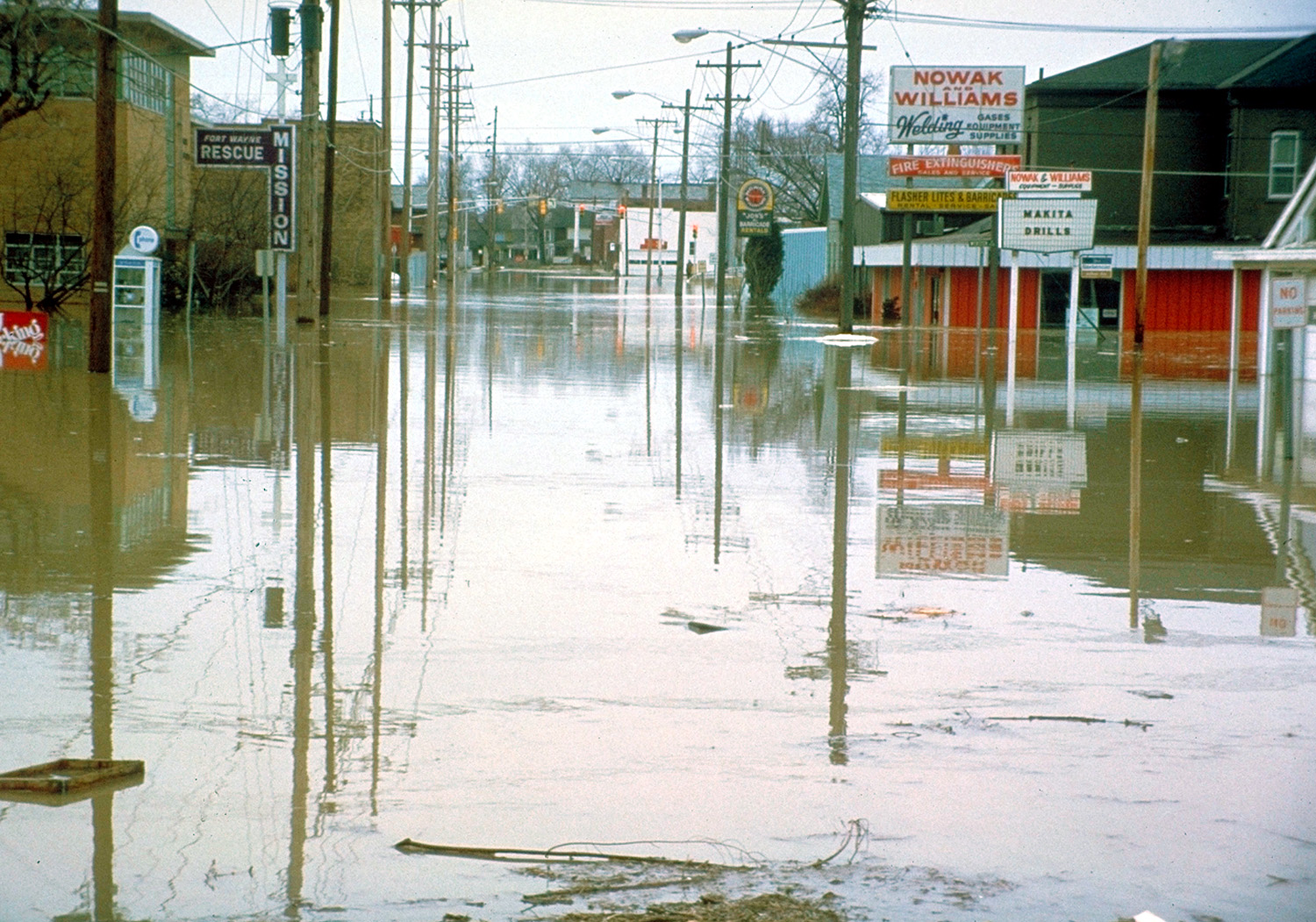
Powódź w Fort Wayne w 1982.
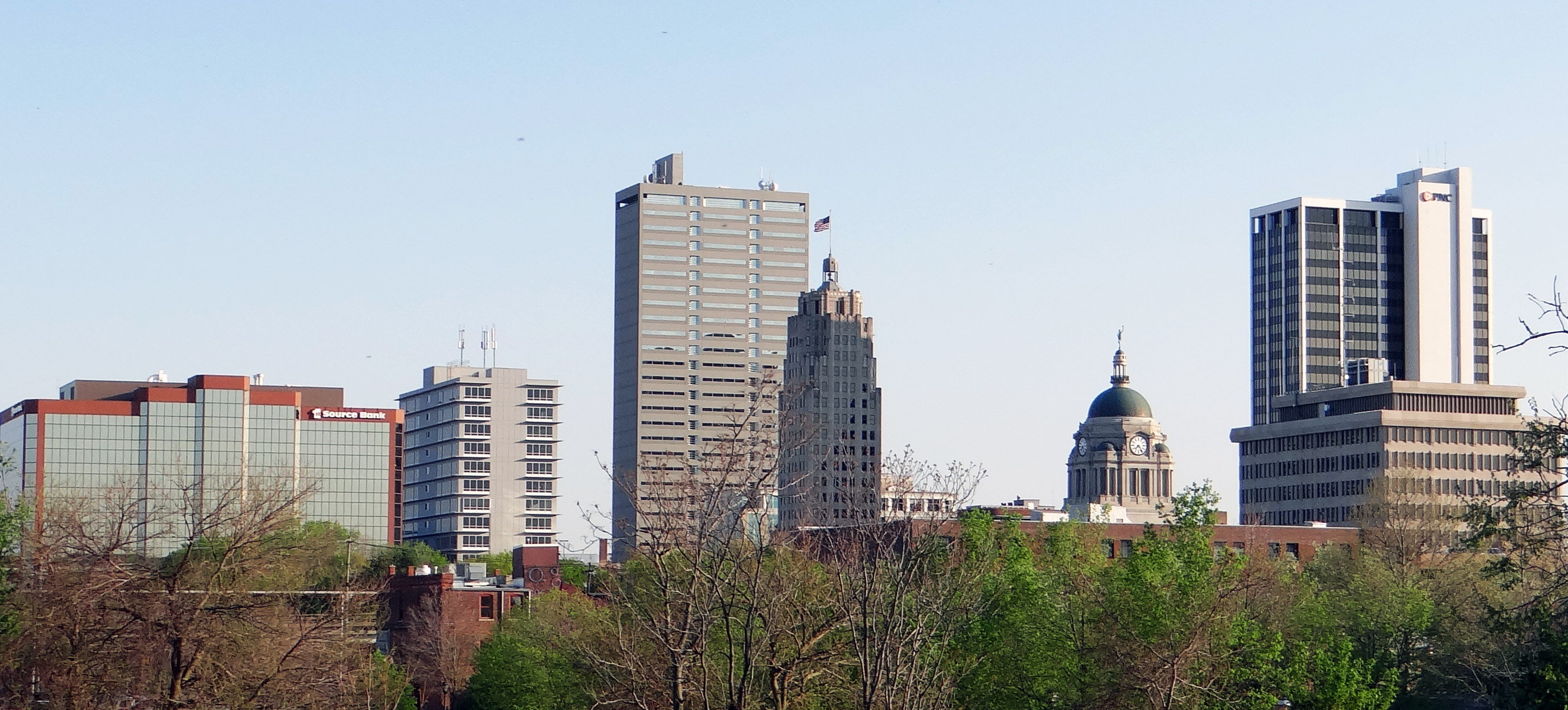
Panorama miasta ze Starego Portu (2014)

## Miasta partnerskie
- Niemcy: Gera
- Polska: Płock
- Japonia: Takaoka